# Providentissima Mater

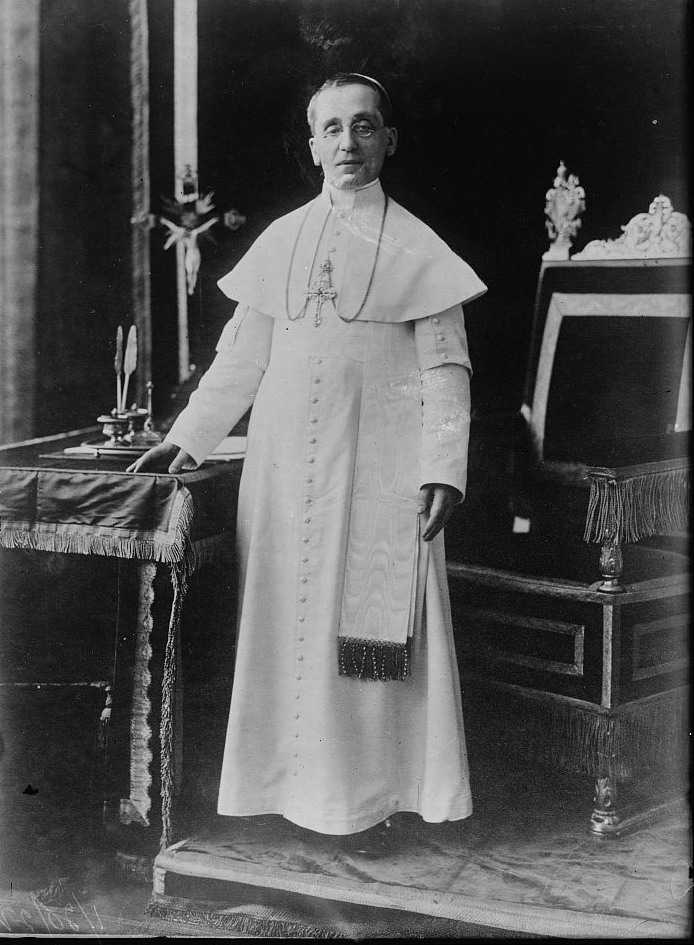
Paus Benedictus XV, staande naast zijn bureau

Providentissima Mater (Latijn voor De allerwijste Moeder) is een pauselijke bul van paus Benedictus XV, uitgevaardigd op 27 mei 1917, Eerste Pinksterdag met betrekking tot de hervorming van de Codex Iuris Canonici, het Kerkelijk Rechtboek.
In korte streken schetst de paus de geschiedenis van het kerkelijk recht, dat - aldus de paus - altijd gediend heeft om bij te dragen aan enerzijds het prudent regeren over christenen, of het nu priesters zijn of leken, en anderzijds aan de vooruitgang van de mensheid in het algemeen. De paus betoogt hoe het kerkelijk wetboek zich in de loop der eeuwen heeft ontwikkeld tot een schitterend bouwwerk van wetten en regels. 
Vervolgens eert de paus zijn voorganger, Pius X, die in 1904 met het motu proprio Arduum sane uit 1904 aankondigde een herziening van het kerkelijk recht na te streven. In de loop van de geschiedenis waren immers bepaalde wetten weer ingetrokken, terwijl andere stilzwijgend in onbruik waren geraakt. Het kerkelijk recht was daarnaast fragmentarisch. Er was niet één duidelijk boek waarin alle wetten en regelingen stonden opgenomen, zodat het - zowel voor de gelovigen, als voor de rechters en advocaten, bijna ondoenlijk was om werkelijk het kerkelijk recht in zijn volle omvang te kennen. Zo ontstond het idee om alle wetten - behalve die waren ingetrokken, of in onbruik waren geraakt - te bundelen, en - waar nodig - aan te passen aan de mores van de tijd. De kardinaal-staatssecretarissen (onder Pius: Rafael Merry del Val, onder Benedictus: Pietro Gasparri) speelden een belangrijke coördinerende rol in het hele proces van de herziening. Aan alle bisschoppen werd bij aanvang van het proces gevraagd om suggesties in te sturen met betrekking tot de bruikbaarheid en relevantie van bestaande wetten, en met betrekking tot de behoefte aan nieuwe regelgeving. Ook werd er een centrale commissie ingesteld, waarin onder andere de Nederlandse kardinaal Willem van Rossum deel uitmaakte.
Al deze inspanningen hebben geleid tot het nieuwe wetboek, dat Benedictus heeft geratificeerd. 